# Victória Lopes
Victória Lopes Pereira Tosta (Ivinhema, 16 september 1999), spelersnaam Victória, is een Braziliaans beachvolleyballer. Ze werd tweemaal wereldkampioen bij de junioren.

## Carrière
Victória werd in 2016 met Duda Lisboa in Larnaca wereldkampioen onder de 19. Met Andressa Cavalcanti deed ze datzelfde jaar mee aan de WK onder 21 in Luzern. Daarnaast was ze met verschillende partners actief in het Zuid-Amerikaanse en Braziliaanse beachvolleybalcircuit. Van 2017 tot en met 2024 vormde Victória een team met Tainá Silva. Het eerste jaar waren ze vooral actief in eigen land en behaalde ze een tweede plaats bij het CSV-toernooi van Coquimbo. In 2018 behaalde het duo vier podiumplaatsen in de Zuid-Amerikaanse competitie: zilver in Nova Viçosa en goud in Rosario, Santa Cruz Cabrália en bij de seizoensfinale in Lima. Aan de zijde van Tainá debuteerde Victória dat jaar ook in de FIVB World Tour. Ze wonnen brons bij het 1-ster-toernooi van Miguel Pereira en bereikten de kwartfinales in Chetumal. Het jaar daarop kwamen ze in de World Tour niet verder dan een negende plaats in Miguel Pereira. In het continentale circuit behaalden ze twee overwinningen (Coquimbo en Camaçari) en een tweede plaats (Brasilia). Met Vitória Rodrigues werd Victória in Udon Thani bovendien wereldkampioen onder de 21. In 2021 namen Victória en Tainá deel aan vijf toernooien in de World Tour. In Itapema eindigden ze als vierde, nadat de wedstrijd om het brons van de Amerikanen Terese Cannon en Sara Hughes werd verloren. Met Thainara Oliveira won Victória de gouden medaille bij de Pan-Amerikaanse Spelen voor junioren in Cali.
In 2022 speelden Victória en Tainá op tien toernooien in de Beach Pro Tour – de opvolger van de World Tour. Ze behaalden daarbij vier negende plaatsen (Tlaxcala, Doha, Gstaad en Uberlândia). In Viña del Mar wonnen ze het CSV-toernooi. Het seizoen daarop namen ze deel aan zestien mondiale toernooien. In Saquarema wonnen ze het zilver achter het Italiaanse tweetal Valentina Gottardi en Marta Menegatti. Bij de Challenge-toernooien in La Paz, Haikou en Nuvali behaalden ze een bronzen medaille en in Jūrmala eindigden ze als vierde. Bij de wereldkampioenschappen in Tlaxcala bereikten ze de kwartfinale, die werd verloren van de latere kampioenen Kelly Cheng en Sara Hughes. Ze sloten het seizoen af met een vijfde plaats bij de Finals in Doha. In 2024 kwamen Victória en Tainá zeven keer in actie in de Beach Pro Tour. Ze bereikten daarbij twee keer de kwartfinales (Recife en Tepic). Halverwege het seizoen wisselde Victória van partner naar Thâmela Coradello. Ze namen dat jaar nog aan vier Elite16-toernooien deel. Ze boekten de toernooizege in João Pessoa op hun landgenoten Taiana Lima en Talita Antunes en eindigden als derde in Hamburg en Rio de Janeiro. Het jaar daarop kwamen ze bij vier toernooien tot twee overwinningen (Saquarema en Ostrava).

## Palmares
Kampioenschappen
- 2016:  WK U19
- 2019:  WK U21
- 2023: 5e WK

FIVB World Tour
- 2018:  1* Miguel Pereira

Beach Pro Tour
- 2023:  La Paz Challenge
- 2023:  Saquarema Challenge
- 2023:  Haikou Challenge
- 2023:  Nuvali Challenge
- 2024:  Elite16 Hamburg
- 2024:  Elite16 João Pessoa
- 2024:  Elite16 Rio de Janeiro
- 2025:  Elite16 Saquarema
- 2025:  Elite16 Ostrava